# Spyridium buxifolium
Spyridium buxifolium là một loài thực vật có hoa trong họ Táo. Loài này được Eduard Fenzl mô tả khoa học đầu tiên năm 1837 dưới danh pháp Cryptandra buxifolia. Năm 2004 Kevin R. Thiele chuyển nó sang chi Spyridium thành Spyridium buxifolium.

## Phân bố
Loài này có tại New South Wales, Australia.